# Atractus iridescens
Espèce
Atractus iridescens est une espèce de serpents de la famille des Dipsadidae.

## Répartition
Cette espèce est endémique de Colombie. 

## Publication originale
- Peracca, 1896 : Sopra alcuni Ofidii nuovi o poco noti dell'America meridionale. Bollettino dei Musei di Zoologia e di Anatomia Comparata della R. Università di Torino, vol. 11, no 252, p. 1-4 (texte intégral).